# Reprezentacja Maroka w rugby union mężczyzn
Reprezentacja Maroka w rugby – narodowa reprezentacja Maroka w rugby, reprezentującą ją w międzynarodowych turniejach.